# Red Dog: Superior Firepower
Red Dog: Superior Firepower es un videojuego de tipo acción / shooter desarrollado para la Sega Dreamcast por Argonaut Games.